# Kuźmickaha
Kuźmickaha (biał. Кузьміцкага; ros. Кузьмицкого, Kuźmickogo) – chutor na Białorusi, w obwodzie grodzieńskim, w rejonie werenowskim, w sielsowiecie Raduń, nad rzeczką Poraduńką.
Dawniej w miejscu dzisiejszego chutoru znajdowały się folwark i zaścianek Poraduń. W dwudziestoleciu międzywojennym miejscowości te leżały w Polsce, w województwie nowogródzkim, w powiecie lidzkim, w gminie Raduń. Po II wojnie światowej w granicach Związku Radzieckiego. Od 1991 w niepodległej Białorusi.